# Scott Neustadter
Scott Eric Neustadter (né en 1977) est un scénariste et producteur américain.
Il travaille souvent avec son partenaire d'écriture, Michael H. Weber. Les deux scénaristes ont écrit les scénarios originaux de (500) jours ensemble et The Pink Panther 2. Celui de 500 Days of Summer est basé sur deux relations réelles de Neustadter. Ils ont également écrit les scénarios pour The Spectacular Now, adapté du roman de Tim Tharp, The Fault in Our Stars (Nos étoiles contraires), adapté du roman le plus vendu de John Green, et Paper Towns (La Face cachée de Margo), adapté d'un autre roman de Green.
Pour The Disaster Artist (2017), ils ont été nommés pour un Academy Award du meilleur scénario adapté. Ils ont également créé la série télévisée Friends with Benefits (Cherche partenaires désespérément), qui a duré une saison.

## Biographie
Neustadter naît et grandit dans une famille juive à Margate City, New Jersey, fils d'Anne (Goldberg) et Michael J. Neustadter. Il fréquente le lycée d'Atlantic City, l'Université de Pennsylvanie et poursuit des études supérieures à la London School of Economics et à l'Université de Californie du Sud.
À 25 ans, Neustadter déménage pour étudier à Los Angeles, en Californie, et peu après, il déménage à Santa Monica, où il réside depuis.

## Filmographie

### Au cinéma
- 2009 : (500) jours ensemble
- 2009 : La Panthère rose 2
- 2013 : The Spectacular Now (également producteur exécutif)
- 2014 : Nos étoiles contraires
- 2015 : Paper Towns (La Face cachée de Margo) (également producteur exécutif)
- 2017 : The Disaster Artist[4],[5] (également producteur exécutif)
- 2017 : Nos âmes la nuit[6]
- 2021 : Tom et Jerry de Tim Story

Prochainement
- 2022 : Il était une fois 2 (Disenchanted) d'Adam Shankman
- When You Were Mine[7],[8] (TBA)
- Rules of Civility[9] (TBA)
- The Rosie Project[10] (TBA)

### À la télévision
- 2011 : Friends with Benefits (Cherche partenaires désespérément), également producteur exécutif